# Argyrodes parcestellatus
Argyrodes parcestellatus là một loài nhện trong họ Theridiidae.
Loài này thuộc chi Argyrodes. Argyrodes parcestellatus được Eugène Simon miêu tả năm 1909.